# Henri-Joseph-Claude de Bourdeilles
Henri-Joseph-Claude de Bourdeilles (né le  7 décembre 1720 à Pazay-Naudouin et mort le 12 décembre 1802 à Paris) est un ecclésiastique qui fut successivement évêque de Tulle puis évêque de Soissons de 1764 à 1790.

## Biographie
Henri-Joseph-Claude de Bourdeilles naît dans le diocèse de Saintes le 7 décembre 1720. Il est le fils de Henri de Bourdeilles (1682 † 1751), comte de Matha et de Marie-Suzanne Prévost de Sansac. Son père est issu d'une ancienne famille de la région et est un descendant de André de Bourdeilles († 1582), le frère aîné de l'écrivain Pierre de Bourdeilles dit Brantôme. Henri-Joseph-Claude suit d'abord comme son père la carrière des armes et sert comme mousquetaire avant d'être ordonné prêtre en 1746 et d'être pourvu en commendataire en avril 1753 de l'abbaye de la Trinité de Vendôme. Il devient ensuite vicaire général de Jean-Chrétien de Macheco de Prémeaux dans le diocèse de Périgueux. Il est désigné comme évêque de Tulle en 1762, confirmé le 22 novembre et consacré en décembre par Christophe de Beaumont du Repaire l'archevêque de Paris.
Dès 1764 il est transféré à l'évêché de Soissons. Son administration du diocèse est jugée rigoriste comparé à celle de son prédécesseur adversaire des jésuites. Il devient commendataire de l'abbaye de Ribemont (1768-1778) puis après y avoir renoncé, de celle de Saint-Jean des Vignes. Pendant la Révolution française il refuse la Constitution civile du clergé et est déclaré déchu le 12 octobre 1790. Il est remplacé par Claude Marolles l'évêque constitutionnel élu le 21 janvier 1791 et afin d'échapper à des poursuites judiciaires du fait de ses écrits il doit s'enfuir fin janvier 1791 à Tournai puis Bruxelles (hiver 1792), Münster. Après la signature du Concordat de 1801, il démissionne de son siège et rentre en France. Il meurt à Paris le 12 décembre 1802 et il est inhumé à Vaugirard.